# Jeep Compass
O Jeep Compass é um utilitário esportivo crossover médio da Jeep.
Foi um dos primeiros modelos de automóvel do Grupo Chrysler (atual Stelantis North America) a oferecer versões com transmissão continuamente variável (Câmbio CVT) fabricada pela Jatco.
A segunda geração do SUV atingiu a marca de 400 mil unidades produzidas na fábrica da Stellantis em Goiana, Pernambuco. O modelo é produzido no Brasil desde seu lançamento no país, em 2016, além de ser exportado para 16 mercados da América Latina – com exceção do modelo 4xe, importado da Itália. O Compass é derivado da plataforma Small Wide do Renegade e Toro.
Atualmente é vendido em 4 versões: Longitude, Limited, Série S (com motor 1.3 Turbo Flex e 2.0 Turbo Diesel), Trailhawk (com motor 2.0 Turbo Diesel) e Série S 4xe (híbrido plug-in).